# Tampines West
Tampines West – podziemna stacja Mass Rapid Transit (MRT) w Singapurze, która jest częścią Downtown Line. Została otwarta 21 października 2017. Stacja znajduje się w Tampines, na Tampines Avenue 4.